# Augusta de Brunswick-Wolfenbüttel
Titre
Duchesse de Wurtemberg
Augusta de Brunswick-Wolfenbüttel (Augusta Caroline Friederika Luise ; 3 décembre 1764 – 27 septembre 1788) est la première épouse de Frédéric Ier de Wurtemberg et la mère de Guillaume Ier de Wurtemberg.

## Jeunesse
La princesse Augusta naît à Brunswick. Elle est la première des sept enfants de Charles-Guillaume-Ferdinand de Brunswick-Wolfenbüttel et d'Augusta-Charlotte de Hanovre, sœur de George III de Grande-Bretagne. Sa sœur, Caroline de Brunswick, épousera leur cousin germain George IV.

## Mariage
Le 15 octobre 1780, à l'âge de 15 ans, Augusta épouse Frédéric de Wurtemberg, fils aîné de Frédéric-Eugène de Wurtemberg et neveu du duc régnant Charles II de Wurtemberg. Comme aucun de ses oncles n'avait de descendance, son père Frédéric-Eugène était en première ligne pour la succession au duché, qui pouvait donc ensuite lui revenir.
Cette hypothèse étant soumise à l'absence de naissance d'un fils légitime de l'un de ses oncles, et le duc Charles II n'étant pas disposé à intégrer sa famille dans les affaires du gouvernement, Frédéric était déterminé à entamer une carrière militaire. Sa sœur Sophie étant mariée au tsarévitch Paul, c'est ainsi qu'il obtint de Catherine II le poste de gouverneur général de Finlande.
Augusta rejoignit son époux à Vyborg, et leurs quatre enfants naîtront dans les cinq années suivant son arrivée en Carélie.

## Descendance
Par son mari, Frédéric de Wurtemberg
1. Guillaume de Wurtemberg (1781–1864), qui succèdera à son père en tand que roi de Wurtemberg.
2. Catherine (1783–1835), qui épousera Jérôme Bonaparte.
3. Sophie Dorothée (1783–1784).
4. Paul (1785–1852).

Par Wilhelm von Pohlmann
1. Un enfant mort né (27 septembre 1788)

## Titulature
- 3 décembre 1764 – 15 octobre 1780: Son Altesse Royale Duchesse Augusta de Brunswick-Wolfenbüttel
- 15 octobre 1780 – 27 septembre 1788: Son Altesse Royale Princesse Frederick de Württemberg